# Ivan Vanhecke
Ivan Vanhecke (1948-2011) était un artiste multidisciplinaire et un enseignant canadien d'origine belge.

## Biographie
Ivan Vanhecke naît en Belgique en 1948. Arrivé en Acadie en 1976, il travaille d'abord comme comédien et metteur en scène au Théâtre populaire d'Acadie de Caraquet puis au Théâtre l'Escaouette de Moncton, dans des spectacles de marionnettes très populaires. Il devient dramaturge au début des années 1980, en écrivant Promenade en haute mer et en adaptant le conte Le Tapis de Grand-Pré. Il est ensuite professeur de théâtre à l'Université de Moncton. Il met aussi en scène la pièce Jeux de portes. Il fonde la radio CJSE-FM de Shédiac en 1994. Il joue en 1998 dans le documentaire Cigarette. Il réalise en 1998 le documentaire 1755, un joyeux dérangement. Il participe à la rédaction de deux manuels scolaires, 7, rue de l'Atlantique et Les Enquêtes d'Octave. Il écrit finalement en 2010 le livre Blanc-Bec et Anthracite, comprenant des dessins de Anne-Marie Sirois. Il meurt à Grande-Digue le 30 août 2011,,,,.